# Fox (efternamn)
Fox är ett engelskt efternamn.

## Efternamn
- Charles James Fox (1749–1806), en brittisk statsman
- Edward Fox (1937–), en brittisk skådespelare
- Emilia Fox (1974–), en brittisk skådespelerska och producent
- Evelyn Fox Keller (1936–), en amerikansk fysiker och vetenskapsfilosof
- Felicia Fox (1974–), en amerikansk porrskådespelerska
- Gardner Fox (1911–1986), amerikansk serieförfattare och redaktör
- Harry Fox (1882–1959), en skådespelare och dansör
- James Fox (1939–), en brittisk skådespelare
- Jorja Fox (1968–), en amerikansk skådespelerska
- Matthew Fox (1966–), en amerikansk skådespelare
- Michael J. Fox (1961–), en kanadensisk-amerikansk skådespelare
- Richard Fox (1448–1528), en engelsk kyrkoman
- Samantha Fox (1966–),  en brittisk sångerska och före detta fotomodell
- Terry Fox (1958–1981), en kanadensisk friidrottare (löpare)
- Vicente Fox (1942–), en mexikansk politiker och före detta president
- Vivica A. Fox (1964–), en amerikansk skådespelare
- William Henry Fox Talbot (1800–1877), en engelsk uppfinnare på fotografins område